# Rugendorf
Rugendorf település Németországban, azon belül Bajorországban. Lakosainak száma 963 fő (2023. december 31.).

## Népesség
A település népessége az elmúlt években az alábbi módon változott:
| Lakosok száma | 1033 | 1399 | 1045 | 968  | 1012 | 1043 | 1007 | 985  | 954  | 963  |
|               | 1875 | 1950 | 1975 | 1987 | 2012 | 2014 | 2016 | 2017 | 2021 | 2023 |